# Diffamation raciale
La diffamation raciale est la diffamation collective motivée par des considérations de race et ayant pour but d'exciter à la haine des citoyens ou habitants.

## Droit par pays

### Droit américain
En droit américain, la possibilité d'adopter des lois contre la diffamation collective ou diffamation de groupe (anglais : group libel) est limitée par le premier amendement de la Constitution des États-Unis. L'arrêt Beauharnais v. Illinois (1952) de la Cour suprême des États-Unis a toutefois reconnu la constitutionnalité d'une loi de l'État de l'Illinois qui interdisait la diffamation raciale et la diffamation en fonction d'une catégorie sociale. Bien que ce précédent n'a jamais été invalidé, des décisions ultérieures de la Cour suprême des États-Unis ont élargi la portée de la liberté d'expression de manière importante.

### Droit canadien
Dans l'arrêt R. c. Zundel, la Cour suprême du Canada traite du sujet de la diffamation collective en contexte pénal et elle mentionne le terme « diffamation raciale ». Il n'existe pas d'infracion de « diffamation raciale » dans le Code criminel, mais les faits qui seraient punis sous le délit de diffamation raciale dans d'autres pays sont punis sous d'autres chefs d'accusation tels que l'incitation publique à la haine, la fomentation volontaire de la haine et la fomentation volontaire de l'antisémitisme lorsque les critères de ces infractions connexes sont remplis. Dans cet arrêt Zundel, la Cour suprême a d'ailleurs jugé que l'infraction de publication de fausses nouvelles ne peut pas être utilisée dans un contexte factuel de diffamation raciale car elle viole la liberté d'expression de la Charte canadienne des droits et libertés.
Par ailleurs, bien qu'il existe une infraction de libelle diffamatoire dans le Code criminel, celle-ci n'est presque jamais utilisée et la diffamation est ordinairement traitée comme un sujet de droit civil seulement. En droit civil, la diffamation collective n'existe pas lorsque les propos diffamatoires se sont dilués dans une foule trop grande de personnes (arrêt Bou Malhab c. Diffusion Métromédia CMR inc.). Mais a contrario, la diffamation collective (raciale ou autrement) peut exister en droit civil si le nombre de personnes diffamées n'est pas trop grand (arrêt Calego International inc. c. Commission des droits de la personne et des droits de la jeunesse, où un employeur est condamné à payer des dommages-intérêts car son représentant a lancé une pluie d'injures diffamantes à ses employés asiatiques.). Enfin, en droit civil, la demande en diffamation n'obéit pas aux mêmes critères que la plainte pour discrimination car la diffamation repose sur le contenu des propos, tandis que la discrimination repose sur les effets des propos discriminatoires.

### Droit français
De 1939 à 1940 puis de 1958 jusqu'en 1972, la diffamation  « envers un groupe de personnes (...) qui appartiennent, par leur origine, à une race ou à une religion déterminée » « lorsqu'elle aura eu pour but d'exciter à la haine entre les citoyens ou habitants » constitue un délit pénal passible d'un emprisonnement de un mois à un an et d'une amende de 1 000 F à 1 000 000 de francs. En 1972, la circonstance aggravante est étendue à la diffamation « en raison de l[']origine ou de l[']appartenance à une ethnie, une nation, une race ou une religion déterminée » tandis que la condition d'excitation à la haine entre habitants ou citoyens disparait au titre de lutte contre le racisme. Depuis la réforme du Code pénal de 1994 et la loi de 2004 portant la création de la HALDE, elle s'est étendue à la diffamation « envers une personne ou un groupe de personnes à raison de leur sexe, de leur orientation sexuelle ou de leur handicap » ; elle est passible d'un an d'emprisonnement et d'une amende de 45 000 €, ou de l'une de ces deux peines.